# 녕왕의 난

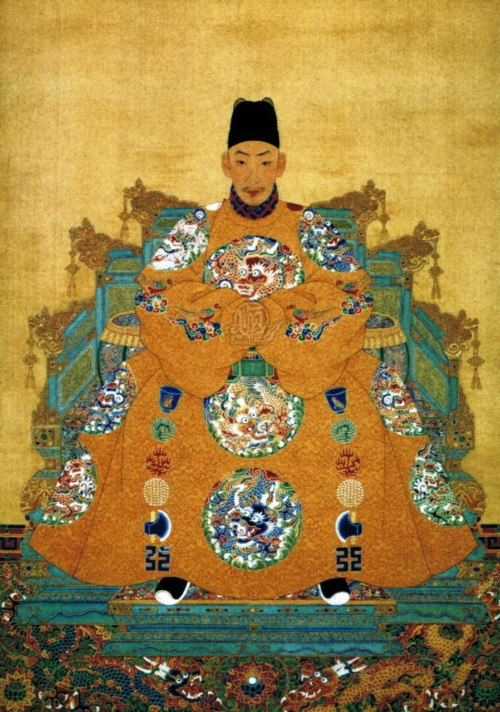
정덕제

녕왕의 난은 명나라 정덕제 재위 기간에 일어났던 반란으로, 1519년 7월 10일에서 8월 20일까지 지속하였다. 녕왕이자 홍무제의 17번째 아들의 5대손인 주신호(朱宸濠)가 일으켰으며, 정덕제를 몰아내고 제위를 찬탈하려는 목적이 그 원인이었다. 녕왕의 난은 안화왕의 난과 함께, 정덕제의 재위 기간 동안 일어난 2개의 왕공들이 일으킨 역모 사건들 가운데 하나이다. 

## 배경
홍무제의 17번째 아들이었던 주권(朱權)은 홍무제 재위 기간 때 보여준 뛰어난 군사적 능력으로 베이징 북쪽에 위치한 녕왕의 봉토와 함께 녕왕의 지위를 하사받았다. 녕왕의 봉토는 이후 영락제에 의해 난창에서 장시성으로 옮겨졌다. 한편 주권의 5대손이자 녕왕이었던 주신호는 방종한 생활과 미신을 신봉하는 성격으로 유명한 사람이었다. 
정덕제는 녕왕이 반란을 일으키려 한다는 경고를 받고, 이를 대비하기 시작했다. 녕왕이 점차 봉지로 군대를 불러 모으고 있다는 소문이 돌고 시작하고, 그동안 관례적으로 금지되어왔던 지방군 세력들을 증강시키고 있다는 첩보가 속속 도착하였다. 녕왕은 정덕제의 신하들도 점차 매수하기 시작하였는데, 이는 정덕제를 쫓아낸 이후 조정을 효과적으로 장악하기 위해서였다. 1507년, 그는 조정의 대신이었던 유근(劉瑾)에게 거금을 주고 경호원들을 사들이려 하였으나, 유근이 역모죄로 1510년 9월에 사형되면서 실패하였다. 1514년에 녕왕은 길거리에 떠도는 한량들을 군사로 영입하고, 백성들의 땅과 재산들을 압류한 다음, 세금을 황실의 동의 없이 인상하였다. 이후 재상들과 대신들에게 적극적인 뇌물을 바친 후 개인적인 사병들을 키우는 것을 허락받았다.
당시 정덕제는 후사가 없었고, 녕왕은 이를 기회로 삼아 자신이 대신 황위에 오르려 하였다. 이같은 풍문들은 끊임없이 나돌았으나, 정덕제는 이를 무시하였고 대신들의 경고를 듣지 않았다. 1514년 말, 녕왕은 반란을 거의 공공연하게 드러내고, 자신을 황제라 칭하게 하고, 자신이 내리는 개인적인 명령들을 '황실 칙령'이라고 선포했다. 하지만 이 또한 정덕제가 반응하지 않음에 따라 아무 일도 없었다.

## 반란
1519년 6월 14일, 녕왕은 정덕제가 전 황제인 홍치제의 정당한 계승자가 아니라고 선포하고, 반란을 일으켰다. 그는 난징을 점거하기 위해 북쪽으로 진군했고, 이 과정에서 안칭시를 공격하여 떨어뜨리려 하였으나, 실패하였다. 정덕제는 왕양명을 보내 반란을 진압하도록 하였고, 녕왕의 수도인 난창을 1519년 8월 13일에 재점령하였다. 녕왕의 군대는 왕양명이 이끈 관군에 의해 1519년 8월 20일에 패배하였으며, 42일에 걸친 반란도 이로 인해 다 끝났다. 녕왕은 전투 이후 사로잡혔다. 민간 구전에 의하면, 녕왕은 거의 몇 십년 동안 반란을 준비하였으며, 왕양명은 이미 그의 의도를 다 파악한 채로 심복들을 녕왕 진지의 핵심부에 심어놓고 반란에 대비하였다고 한다. 

## 반란 이후
녕왕은 사형을 언도받았으나, 형이 집행되기 전인 1521년 1월 13일에 자살하였다. 녕왕의 편에 섰었던 관리들과 장관들은 모두 사형이 언도되었다. 반란 발생 2년후, 정덕제는 사망하였다. 구전에 의하면 낚시를 하다가 술에 취해 물에 빠져 사망하였다고 한다.